# Li Min Peng
Li Min Peng est un joueur d'échecs ukrainien né le 15 janvier 1997 à Mykolaïv, grand maître international depuis 2022.
Il est affilié à la fédération suisse des échecs depuis mars 2024.
Au 1er avril 2024, il est le 3e joueur suisse avec un classement Elo de 2 544 points.

## Biographie et carrière
Peng a remporté :
- le championnat d'Ukraine des moins de 18 ans en 2015 avec 7,5 points sur 9[2] ;
- la médaille d'argent au championnat d'Ukraine junior en 2017[3] ;
- le championnat open de la région de Mykolaïv en janvier 2020[4] ;
- l'open de Davos en juin 2022[5] ;
- l'open du Palatinat rhénan en juin 2023[6] ;
- le 4e open La Nucia en octobre 2023 (au départage)[7].

En novembre 2022, il finit premier ex æquo et invaincu de l'open de Lucerne (groupe A).
Il obtient le titre de grand maître international en 2022.
En janvier 2023, il finit premier ex  æquo avec Raud Samadov et deuxième au départage du tournoi de Noël de Bâle.